# 山口鋠
山口 鋠（やまぐち しん、1856年1月12日〈安政3年12月27日〉 - 1902年〈明治35年〉2月2日）は、大日本帝国陸軍の軍人。八甲田雪中行軍遭難事件において多くの死者を出した歩兵第5連隊第2大隊の大隊長であった人物として知られる。最終階級は陸軍歩兵少佐。従六位勲五等功五級。

## 経歴
山口鋠は安政3年12月17日（1857年1月12日）に幕臣の成澤良作の第三子として生まれる。1868年（明治元年）、義兄（姉の夫）で英学者の渡部温が沼津兵学校教授を務めていたため、幼少期を沼津で過ごした。1871年（明治4年）、東京に戻り、東京外国語学校でフランス語を専攻する。1880年（明治13年）1月、陸軍士官学校（旧4期）に入学し、1881年12月、卒業し陸軍歩兵少尉に任官する。歩兵第18連隊（名古屋）、歩兵第19連隊（名古屋）を経つつその間に中尉に昇任、陸軍戸山学校を経る。
1892年（明治25年）、山口家に嫁いでいた姉の照子が亡くなると、山口家に養子に入り以降は山口姓を名乗る。
1894年（明治27年）日清戦争に従軍した後、歩兵第17連隊（仙台）で中隊長を、1897年（明治30年）京城府守備隊長に補され渡韓。1899年（明治32年）に再度、戸山学校に入り、原隊復帰後に歩兵少佐に補される。歩兵第32連隊（山形）を経て1901年（明治34年）2月歩兵第5連隊第2大隊長に補される。
1902年1月、八甲田山での雪中行軍中に遭難、救出されるも2月2日死去。その経緯については多くの臆測や創作が流布しており、確実な死因は不明である。その最期を看取ったのは、奇しくも山口少佐の前任地だった山形の衛戍病院から遠路応援に駆け付けた中原貞衛軍医であり、彼は後に『第五連隊惨事 奥の吹雪』と題する韻文での手記を著している。ここでの謎めいた記述が、山口の死因に関する多くの仮説を生む手掛かりともなっている。

## 家族
父、成澤良作は普請関係の専門家として英国領事館の建設などに関り（長州藩士の焼き討ちで焼失）、幕府での最終階級は小十人格工兵指図役（御目見え待遇）。維新後は直ちに新政府に出仕し、渋沢栄一が第一国立銀行を設立した際にも株主となっている。なお1896年（明治29年）没で、雪中行軍より6年前であった（樋口・脚注4当該論文17頁）。成澤良作は幕臣の大川家からの婿養子であり、内務省地理局で日本初の測量を担い、地図出版社「精華堂」を開業した大川通久（沼津兵学校で知行の同期）が山口銀と従弟であることが2018年に成澤家古文書から判明した。
兄は予備役砲兵中佐と伝えられた成澤知行（1848/4/9 - 1929）であり、遭難直後に青森に急行して死亡直前の山口に面会している。知行は元服後早くから英語を学んで開成所英学教授手伝並出役となり、また柳川春三を主筆とする「中外新聞」の「外篇」（主に渡部温が執筆）に横浜の外国人向け新聞記事の翻訳を掲載した実績がある。維新後に沼津兵学校を経て職業軍人となり、西南戦争と日清戦争に従軍（電信技術を習得し、提理として活動）、工兵中佐（勲三等）で退役し、昭和までを生き抜いた（樋口・脚注4,5当該論文17-18頁）。
なお上記脚注の樋口雄彦論文により新たな事実として、兄・知行は伝えられていた砲兵ではなく工兵だった事、山口鋠の幼名は鋠之丞であり、その後、鋠三を経て維新後に鋠となった事、姉・照子（照）より先にその夫・宗徳が先に死去していた事などが判明している（樋口・脚注5当該論文36-37頁）。
甥（知行の長男）成澤知一は東京製綱所勤務、妻は米田英夫（妹みね夫）の妹。
甥（知行の次男）成澤知次は陸軍中佐。太平洋戦争中は第14軍（比島派遣軍）宗教宣撫工作部司令官としてマニラで教会との接点となった。敵性とされるベルギー人神父の活動も容認するなど、当時としては開明的な行動も知られている。また徳川頼貞らと共に高山右近記念ミサ（ジュゼッペ・ヴェルディ作曲レクイエムが演奏された）の実現を取り仕切った記録もある。
甥（知行の三男）沼田啓有は岡谷電機産業会長。沼田次男の養子。
姪（知行の娘）鶴代を養女とし、その夫（入り婿）である山口伯明が家督相続した（成澤良一・脚注10当該記事6-9頁）。
姪（知行の娘）米田みね（日本基督教団四谷新生教会執事など歴任）は、1970年代に小笠原孤酒の取材を受けて話した事が、新田次郎の小説などにも見られる山口鋠少佐の自殺説につながっている。米田みねの夫、米田英夫は特許の専門家（特許局審査官）として亀の子たわしの特許取得に貢献した人物として知られる。
甥に渡部朔（農学者、実業家）と渡部康三（音楽家、実業家）の兄弟、　姪の子に戸塚文卿（医師、カトリック神父で聖ヨハネ会桜町病院創立者）、また義理の甥に高松豊吉（化学者、実業家）などがある（「渡部朔」「渡部康三」「戸塚文卿」「高松豊吉」各項目）。

## 演じた俳優
- ドキュメンタリー八甲田山 - 川田誠司
- 八甲田（1978年のドラマ） - 高橋幸治
- 八甲田山 (映画) - 三國連太郎